# Chapelle Saint-Jean-Sainte-Thérèse
La chapelle Saint-Jean-Sainte-Thérèse est une église catholique située rue Mirabeau à Vincennes, en France,.
Elle accueille chaque dimanche la liturgie de saint Jean Chrysostome, interprétée par le Chœur ukrainien Saint Volodymyr le Grand.